# Сиссе, Сейдуба
Сейдуба Сиссе (англ. Seydouba Cissé; род. 10 февраля 2001, Гвинея) — гвинейский футболист, полузащитник клуба «Леганес» и сборной Гвинеи.

## Клубная карьера
Сиссе — воспитанник клуба «Атуга». В 2020 году игрок подписал контракт с испанским «Леганесом». 10 сентября 2021 года в матче против хихонского «Спортинга» он дебютировал в Сегунде за основной состав. 11 февраля 2022 года в поединке против «Сарагосы» Сейдуба забил свой первый гол за «Леганес».   

## Международная карьера
В 2017 году в составе юношеской сборной Гвинеи Сиссе принял участие в юношеском чемпионате мира в Индии. На турнире он сыграл в матчах против команд Ирана, Коста-Рики и Германии. 
5 июня 2022 года в отборочном матче Кубка Африки против сборной Египта Сиссе дебютировал за сборную Гвинеи. 17 ноября 2023 года в отборочном матче чемпионата мира 2026 против сборной Уганды Сейдуба забил свой первый гол за национальную команду. 

### Голы за сборную Гвинеи
| #  | Дата           | Место проведения                      | Соперник | Счёт | Голы | Соревнование                       |
| -- | -------------- | ------------------------------------- | -------- | ---- | ---- | ---------------------------------- |
| 1. | 17 ноября 2023 | Муниципальный садион, Беркан, Марокко | Уганда   | 2:1  | 2:1  | Чемпионат мира 2026 (квалификация) |